# Winfried Konnertz
Winfried Konnertz (* 1941) ist ein in Wuppertal lebender Kunstkritiker.

## Leben
Er ist unter anderem Autor bekannter Schriften und eines Standardwerks über Joseph Beuys. Seine Werke über Joseph Beuys zeichnen sich insbesondere dadurch aus, dass er versucht, die zum Teil komplexen Aussagen von Joseph Beuys verständlich zu machen.

## Werke
- Deutsche Malerei des 20. Jahrhunderts. Ein Buch mit Originalbriefmarken und Stempeln mit Informationen über Künstler … von Deutsche Post AG und Winfried Konnertz von Köln. Dumont, (1995).
- Götz Adriani, Winfried Konnertz, Karin Thomas: Joseph Beuys. DuMont Buchverlag, Köln (1974, 1988, 1994).
- Max Ernst. Zeichnungen, Aquarelle, Übermalungen, Frottagen von Winfried Konnertz. DuMont Buchverlag, Köln 1982.
- Eduardo Paolozzi von Winfried Konnertz. DuMont Buchverlag, Köln (1984).
- Götz Adriani, Winfried Konnertz, Karin Thomas: Joseph Beuys. Barron’s Educational Series, (1979).